# Bohumil Svoboda

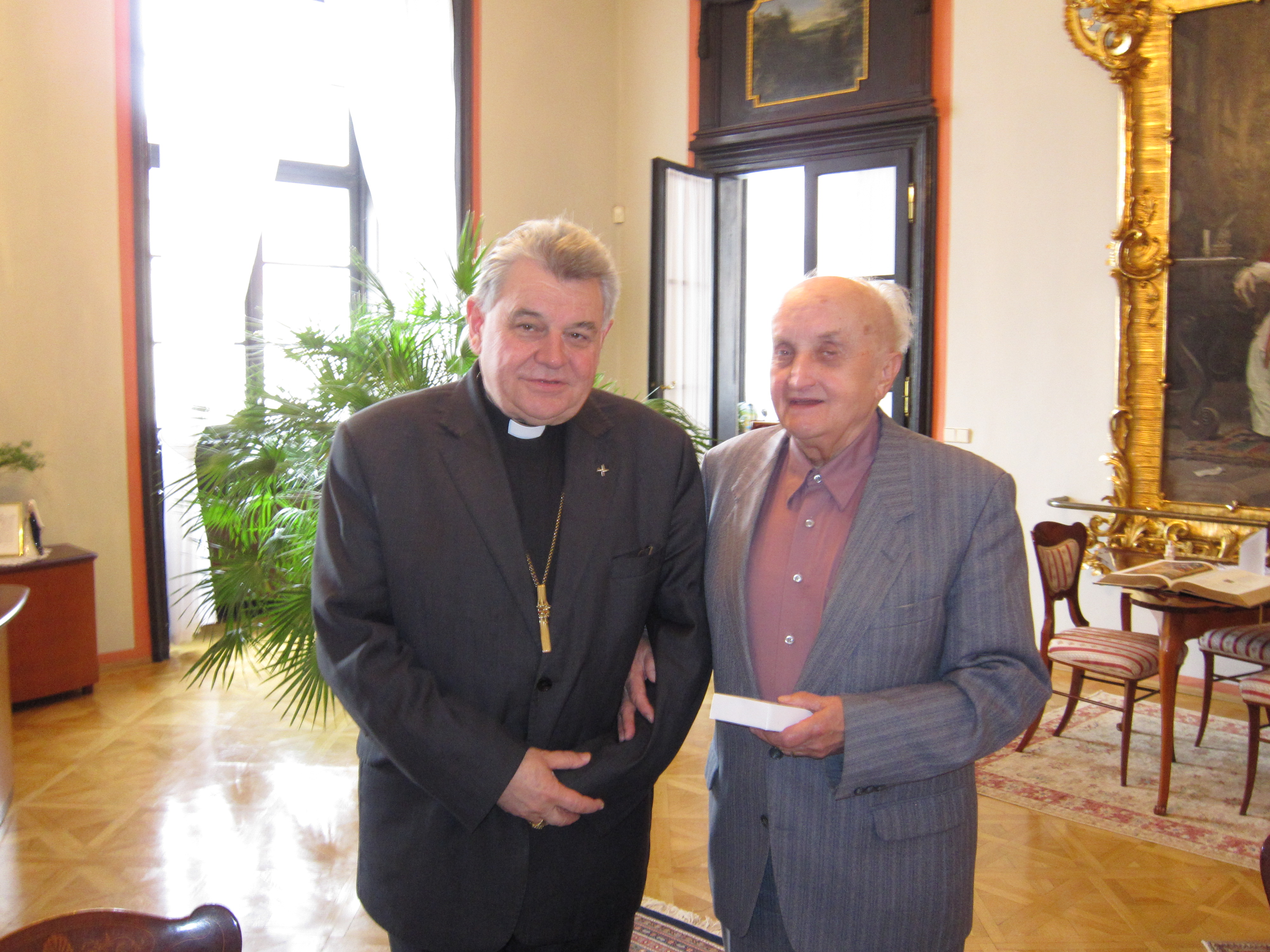
S kardinálem Dominikem Dukou (vlevo)

Bohumil Svoboda (20. září 1924 Brno – 30. června 2020 Mukařov) byl český katolický filmový pracovník, politik, spisovatel a publicista. Po řadu let byl blízkým spolupracovníkem kardinála Tomáška.

## Život
V dětství byl členem spolku Legio angelica pod vedením P. Klementa. Vystudoval Arcibiskupské gymnázium v Praze a poté pokračoval ve studiu na Filozofické fakultě Univerzity Karlovy a FAMU. Z FAMU byl v lednu 1949 pro svoji víru vyloučen, na Filozofické fakultě dokončil studium doktorskou prací na téma Thomas More a jeho utopie a byl promován na doktora filozofie.
Po studiu se snažil věnovat filmu, ale to mu komunistický režim v 50. letech dlouhodobě neumožnil. V 60. letech pracoval v experimentálním multimediálním divadle Laterna magika, které ve své době představovalo světovou avantgardu. S Laternou magikou se dostal v roce 1968 do Texasu na světovou výstavu Hemisfair, kde dostal nabídku na práci pro divadlo Dallas Theater Center, kde pracoval v letech 1969–1971.
Po návratu do ČSSR pracoval jako redaktor víkendové přílohy deníku Lidová demokracie, který byl orgánem Československé strany lidové. Později byl nedobrovolně přesunut do týdeníku Naše rodina, kde pracoval až do 80. let. Po omezenou dobu také redigoval Katolické noviny. Trvale spolupracoval s katolickým disentem a podzemní církví, obvykle v pozici „těsně na hranici povoleného“. Od roku 1985 organizoval tzv. Obrodný proud v Československé straně lidové.
28. listopadu 1989 byl zvolen prvním místopředsedou Československé strany lidové a v této pozici se zúčastnil řady jednání a událostí sametové revoluce. Byl členem hlavního výboru Masarykova demokratického hnutí. Vzhledem ke svému věku neměl další mocenské ambice a po čase v politice skončil. V roce 1994 založil Občanské sdružení Karel IV. (zpočátku pod názvem Nadace Karla IV.) a do roku 2007 byl jeho předsedou. Později se věnoval publicistice, zejména sepisoval biografická díla o katolických osobnostech v komunistickém režimu.
5. července 2012 mu byla udělena pamětní medaile České biskupské konference „za celoživotní angažovanost ve prospěch dobra“ a 8. června 2013 dostal „Cenu předsedy KDU-ČSL za občanskou statečnost“.
Byl ženatý a měl dva syny: Tomáše (* 1959) a Pavla (* 1962).
Poslední měsíce života strávil v domově pro seniory v Mukařově. Tam také 30. června 2020 zemřel. Zádušní mši svatou sloužil 13. července 2020 v dejvickém kostele sv. Vojtěcha Vojtěch Eliáš. Rakev byla posléze uložena do rodinné hrobky v Praze-Bubenči.

## Dílo
- krátkometrážní rodinný film Lahve[7]

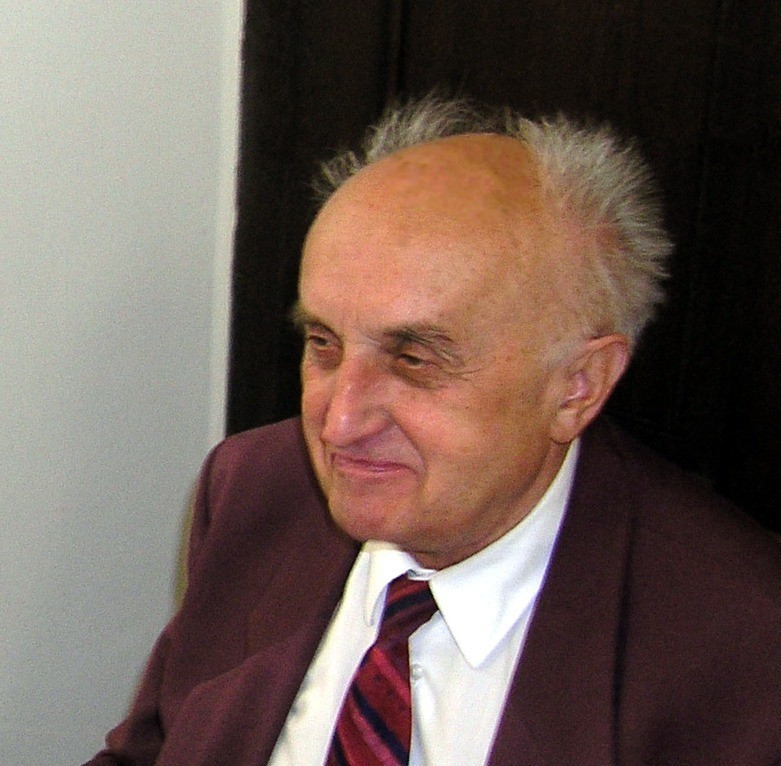
Bohumil Svoboda v roce 2004

- sborník Laterna magica (Filmový ústav 1968)
- Texas – země osamělé hvězdy (Vyšehrad 1985)
- Mírně střelená laň (Aeterna 1993)
- Blahoslavená Anežka Česká (sborník ke svatořečení, Česká katolická charita 1989)
- Kardinál Tomášek (sborník , spolu s Janem Hartmannem a Václavem Vaškem, Zvon 1994)
- Legio angelica a P. Method Klement OSB (spolu s Jiřím Reinsbergem, Trinitas 2000)
- Svedl jsi mě, Hospodine (rozhovory s Jaroslavem Škarvadou; Karmelitánské nakladatelství 2000)
- Karel IV. – literární dílo (Vyšehrad 2000)
- Jsem ražen z českého kovu (editor rukopisu Methoda Klementa, Vyšehrad 2000)
- Kniha o Janu Lebedovi (Vyšehrad 2001)
- Přes propasti věků (editor práce Jana Svobody; Vyšehrad 2001)
- Hospodin rozjasnil svou tvář (rozhovory s Jiřím Reinsbergem, Vyšehrad, 2003)
- Víra je můj pevný hrad (rozhovory s Karlem Otčenáškem, Vyšehrad, 2004)
- Karel IV. a Itálie (Vyšehrad 2004)
- Na straně národa: kardinál František Tomášek v zápase s komunistickým režimem (1965–1989) (Vyšehrad 2006)
- Kardinál Josef Beran (biografie, s použitím materiálů zesnulého Jaroslava V. Polce, 2008)
- Thomas More, světec a utopista (Triton, 2014)